# Laura Antonelli
Pour les articles homonymes, voir Antonelli.
Laura Antonelli est une actrice italienne née le 28 novembre 1941 à Pola (aujourd'hui en Croatie) et morte le 22 juin 2015 à Ladispoli, dans la province de Rome (Italie).
Elle est à l'apogée de son succès dans les années 1970-1980 dans différents genres cinématographiques, de la comédie érotique italienne au drame, du divertissement aux films art et essai. Elle gagne une renommée mondiale en 1973 comme la vedette sensuelle du film culte italien Malicia de Salvatore Samperi.

## Biographie

### Enfance et formation
De son vrai nom Laura Antonaz, elle naît le 28 novembre 1941 à Pola, ville du comitat d'Istrie alors annexé par le royaume d'Italie (aujourd'hui en Croatie), de Mario Antonaz et Gioconda Bresciani. 
Alors qu’elle est encore enfant, elle est chassée de sa région natale d’Istrie avec sa famille lors de l'exode des Istriens à la fin de la Seconde Guerre mondiale.
Après un périple de plusieurs années, ses parents s'installent avec elle et ses frères à Naples, où elle poursuit des études supérieures au lycée scientifique Vincenzo-Cuoco. En 1960, elle est diplômée de l'ISPEF (Istituto Superiore Pareggiato di Educazione Fisica - Institut supérieur conservatoire d'éducation physique). Elle déménage à Rome avec sa famille, ville où elle devient, pendant une courte période, professeur d’éducation physique au Liceo artistico situé sur la Via di Ripetta.

### Débuts

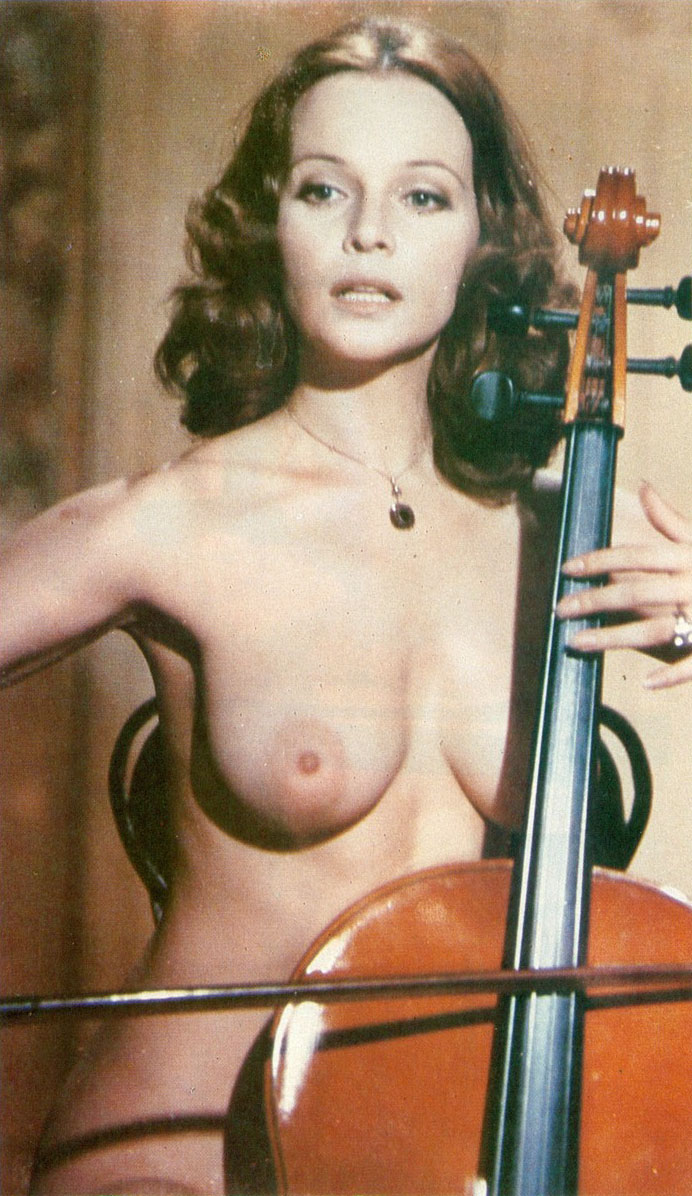
Antonelli dans Ma femme est un violon.

Laura Antonelli commence sa carrière dans la série télévisée italienne populaire Carosello, un feuilleton-western, et apparaît dans de nombreux romans-photos très en vogue à l’époque avant d’obtenir de petits rôles au cinéma dans Le sedicenni, une comédie sentimentale de Luigi Petrini en 1965 ou, la même année, avec Vincent Price dans L'Espion qui venait du surgelé de Mario Bava, une parodie des films de James Bond.
Son premier rôle important lui est offert en 1969, quand le réalisateur Massimo Dallamano la choisit comme actrice principale du film Vénus en fourrure, inspiré du roman de Leopold von Sacher-Masoch. Mais la censure, féroce à l'époque, bloque la sortie du film, qui ressort six ans plus tard sous le titre Venere nuda.
En 1971, Laura Antonelli atteint une certaine notoriété grâce au premier rôle dans Ma femme est un violon (Il merlo maschio) avec Lando Buzzanca et réalisé par Pasquale Festa Campanile. L'affiche du film, qui présente ses hanches parfaites vues de dos, avec les ouïes d'un violoncelle en surimpression, est directement inspirée d'une photo de Man Ray.
L'année suivante, elle retrouve Buzzanca dans Obsédé malgré lui de Lucio Fulci. Le film qui, sur un fond d'obsession sexuelle d’un homme politique en vue, raille les liens entre pouvoirs politiques, religieux, militaires et mafieux, provoque un nouveau scandale. En interprétant sœur Delicata, une religieuse dévoyée, Laura Antonelli confirme son statut de vedette de la comédie érotique italienne.
Au début des années 1970, on peut également la voir dans quelques films français tels que Sans mobile apparent de Philippe Labro, Les Mariés de l'an II de Jean-Paul Rappeneau ou Docteur Popaul de Claude Chabrol. 

### Maliciaet autres succès

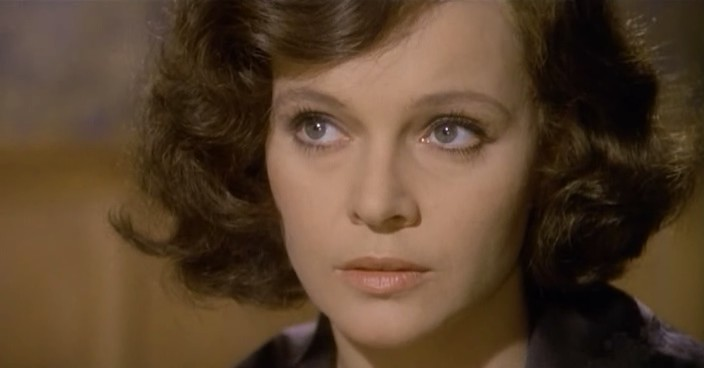
Scène du film Mon Dieu, comment suis-je tombée si bas ? de Luigi Comencini.

En 1973, elle incarne Angela La Barbera, la servante du film Malicia de Salvatore Samperi auprès de Turi Ferro et du jeune Alessandro Momo. Le film, qui fera plus de 6 milliards de lires de recette, deviendra un film culte pour toute une génération d’Italiens ainsi que dans le monde entier. Il élèvera l'actrice au rang de sex-symbol.
Pour Malicia, elle reçoit en 1973 la « Grolle d'or » (Grolla d’oro) de la meilleure actrice principale attribué par les plus grands critiques de cinéma italiens, en 1974 le Ruban d'argent de la meilleure actrice (Nastro d’argento) décerné par le Syndicat national italien des journalistes cinématographiques et, le 5 avril 1974 à Sanremo le Globe d'or (Globo d'oro) de la révélation de l'année par les journalistes étrangers.
Les portes de la gloire lui sont désormais grandes ouvertes. Son cachet passe de 4 à 100 millions de lires par film. Dès lors, elle tourne avec les plus grands de Dino Risi (Le Sexe fou, 1973 et Les Derniers Monstres, 1982) à Ettore Scola (Passion d'amour, 1981) en passant par Luigi Comencini (Mon Dieu, comment suis-je tombée si bas ?, 1974) et Mauro Bolognini (Black Journal, 1977). Elle tient le rôle de Giuliana dans L'Innocent de Luchino Visconti, avec Giancarlo Giannini pour partenaire.
Elle joue aussi dans deux comédies tirées des pièces de Molière, Le Malade imaginaire et L'Avare, réalisées par Tonino Cervi avec Alberto Sordi.

### Fin de carrière
Après cet apogée cinématographique, sa carrière marque le pas. Elle est absente des écrans pendant trois ans avant de faire son retour en 1985 avec Tranches de vie de François Leterrier, son quatrième et dernier film français (à sketches) et avec L'Enchaîné de Giuseppe Patroni Griffi. L'année suivante, Mauro Bolognini en fait son interprète principale de La Vénitienne, donnant à l'actrice l'occasion de tenir son dernier grand rôle dramatique.
Laura Antonelli se voit ensuite confier des rôles comiques : Grandi magazzini en 1986, Roba da ricchi et Rimini Rimini en 1987.
À la fin des années 1980, elle apparaît sur le petit écran dans deux mini-séries télévisées à succès : Les Indifférents (Gli indifferenti) en 1988 et Disperatamente Giulia en 1989, réalisées respectivement par Mauro Bolognini et Enrico Maria Salerno.

### Vie privée et démêlés judiciaires

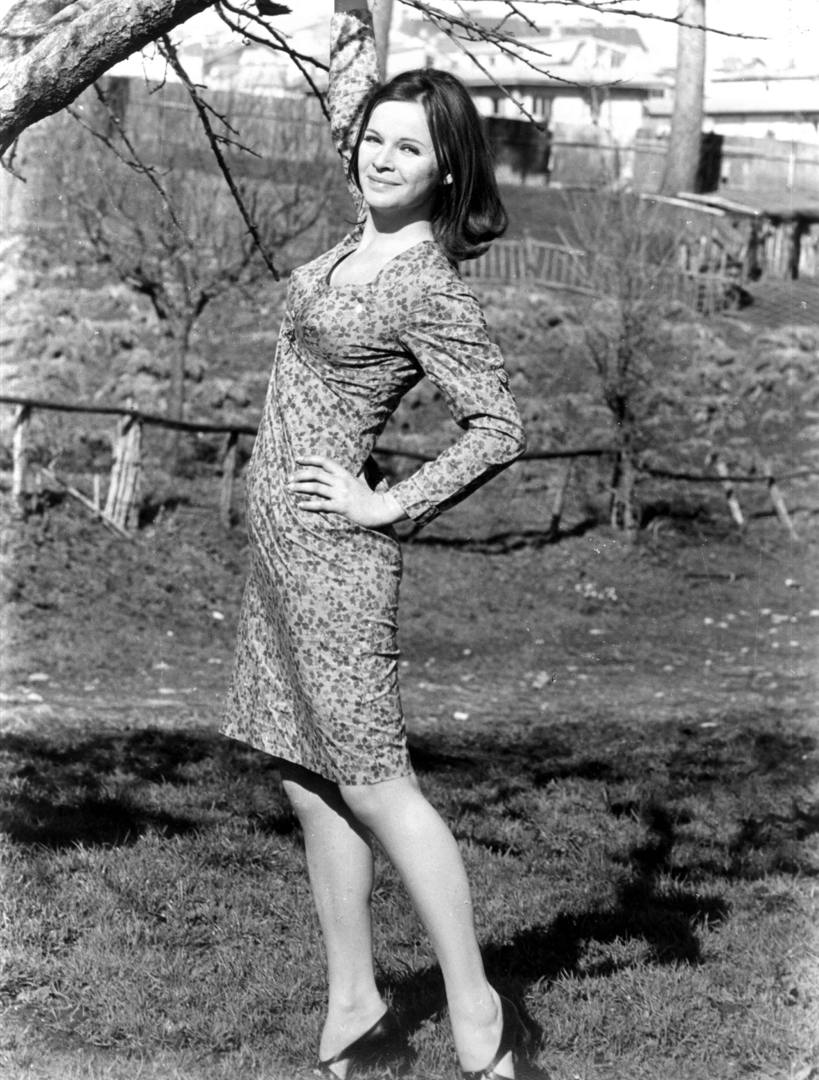
L'actrice à Milan en 1974.

Laura Antonelli a vingt-quatre ans lorsqu’elle épouse en 1965 l’antiquaire italien Enrico Piacentini.
Lors de ses tournages en France, elle rencontre Jean-Paul Belmondo et devient sa compagne. Elle se sépare de son mari et s’installe à Paris dans une grande maison où vit Jean-Paul avec ses trois enfants. Leur liaison passionnée et orageuse dure de 1972 à 1980.
Le 27 avril 1991, la police retrouve, dans sa villa de Cerveteri, 36 grammes de cocaïne après une perquisition. L'actrice est arrêtée puis assignée à résidence. Elle est condamnée en première instance à 3 ans et 6 mois de prison pour trafic de drogue. En 2000, après neuf années de procédures, la cour d'appel de Rome la relaxe des accusations portées contre elle.
Le désir de revoir Laura Antonelli sur grand écran au-delà de ses mésaventures judiciaires est si fort qu’il aboutit à la production en 1991 de Malicia 2000, la suite du film qui la rendit mondialement célèbre presque vingt ans plus tôt. Le film est à nouveau dirigé par Salvatore Samperi et produit par Silvio Clementelli, mais la magie n’opère plus et le film se révèle un bide au box-office. Les répercussions de cet échec, ainsi que l’imbroglio juridique en cours poussent l'actrice à abandonner sa carrière.
En outre, lors de la préparation de Malicia 2000, Laura Antonelli se soumet aux soins d'un chirurgien esthétique qui pratique une injection de collagène sur le visage pour cacher quelques rides, mais l'effet, inattendu et dramatique, lui cause une violente allergie qui lui laisse des séquelles plus ou moins irréversibles.
Un procès civil oppose l'actrice et le chirurgien. Après treize ans de procédures, la cour de Rome rejette sa demande de dommages et intérêts, jugeant que ses troubles dermatologiques sont dus à une réaction allergique appelée œdème de Quincke. Les charges sont levées à l’encontre du chirurgien, ainsi que sur le producteur et le réalisateur, poursuivis eux aussi pour l’avoir forcée à suivre le traitement.
La lenteur excessive de la justice a provoqué un état de souffrance psychique profonde pour Laura Antonelli qui est admise au centre hospitalier spécialisé de Civitavecchia, ce qui pousse ses avocats à poursuivre le ministère de la Justice et à exiger une réparation financière par l’État italien pour le préjudice subi. Enfin, par décision du 23 mai 2006, la cour d'appel de Pérouse, alloue un dédommagement de 108 000 euros correspondant aux dommages sur sa santé et sur son image.
L'ancienne actrice vit alors retirée du monde à Ladispoli, à une quarantaine de kilomètres de Rome, redécouvrant la foi et la pratique religieuse.

### Décès
Laura Antonelli est retrouvée morte le 22 juin 2015, à son domicile de Ladispoli près de Rome, victime d’une crise cardiaque. Elle est enterrée au cimetière de la ville.

## Filmographie
- 1964 : Le Cocu magnifique (Il magnifico cornuto) d'Antonio Pietrangeli
- 1965 : Le sedicenni de Luigi Petrini :
- 1966 : L'Espion qui venait du surgelé (Le spie vengono dal semifreddo) de Mario Bava : Rosanna
- 1966 : Scusi, lei è favorevole o contrario? d’Alberto Sordi : Piera
- 1968 : La Révolution sexuelle (La rivoluzione sessuale) de Riccardo Ghione : Liliana
- 1969 : Pleins Feux sur l'archange (L'arcangelo) de Giorgio Capitani : Elena
- 1969 : Exécutions (Un détective) de Romolo Guerrieri : Franca
- 1969 : Vénus en fourrure (Le malizie di Venere) de Massimo Dallamano : Wanda
- 1970 : Un homme nommé Sledge (A Man Called Sledge) de Vic Morrow : Ria
- 1970 : Gradiva de Giorgio Albertazzi : Gradiva
- 1970 : Incontro d'amore a Bali d'Ugo Liberatore : Daria
- 1971 : Les Mariés de l'an II de Jean-Paul Rappeneau : Pauline de Guérande
- 1971 : Sans mobile apparent de Philippe Labro : Juliette
- 1971 : Ma femme est un violon (Il merlo maschio) de Pasquale Festa Campanile : Costanza Vivaldi
- 1972 : Obsédé malgré lui (All'onorevole piacciono le donne) de Lucio Fulci : Sœur Delicata
- 1972 : Docteur Popaul de Claude Chabrol : Martine Dupont
- 1973 : Malicia (Malizia) de Salvatore Samperi : Angela La Barbera
- 1973 : Le Sexe fou (Sessomatto) de Dino Risi : Madame Juliette/Celestina/l'épouse d'Enrico/Grazia/Tamara/La nonne/Donna Mimma Maccò/Tiziana
- 1974 : Péché véniel (Peccato veniale) de Salvatore Samperi : Laura
- 1974 : Simona de Patrick Longchamps (d'après le roman Histoire de l’œil de Georges Bataille) : Simona
- 1974 : Mon Dieu, comment suis-je tombée si bas ? (Mio Dio, come sono caduta in basso!) de Luigi Comencini : Eugenia di Maqueda
- 1975 : Divine Créature (Divina creatura) de Giuseppe Patroni Griffi : Manoela Roderighi
- 1976 : L'Innocent (L'innocente) de Luchino Visconti : Giuliana Hermil
- 1977 : Black Journal (Gran Bollito) de Mauro Bolognini : Sandra
- 1977 : La Maîtresse légitime (Mogliamante) de Marco Vicario : Antonia De Angelis
- 1979 : Les Monstresses (Letti selvaggi) de Luigi Zampa : La femme d'affaires
- 1979 : Le Malade imaginaire (Il malato immaginario) de Tonino Cervi : Tonina
- 1980 : Mi faccio la barca de Sergio Corbucci : Roberta
- 1981 : Passion d'amour (Passione d'amore) d'Ettore Scola : Clara
- 1981 : Il turno de Tonino Cervi : Stellina Ravi
- 1981 : Rosa, chaste et pure (Casta e pura) de Salvatore Samperi : Rosa di Maggio
- 1982 : Viuuulentemente mia de Carlo Vanzina : Anna Tassotti Malomi
- 1982 : Les Derniers Monstres (Sesso e volentieri) de Dino Risi : Carla de Dominicis/cliente magasin/La Princesse
- 1982 : Marche au pas ! (Porca vacca) de Pasquale Festa Campanile : Marianna
- 1985 : Tranches de vie de François Leterrier : Monica Belli
- 1985 : L'Enchaîné (La gabbia) de Giuseppe Patroni Griffi : Marie Colbert
- 1986 : La Vénitienne (La venexiana) de Mauro Bolognini : Angela
- 1986 : Grandi magazzini de Franco Castellano et Giuseppe Moccia : Elèna Anzellotti
- 1987 : Rimini Rimini de Sergio Corbucci : Noce Bove
- 1987 : Roba da ricchi de Sergio Corbucci : Mapi Petruzzelli
- 1990 : L'Avare (L'avaro) de Tonino Cervi : Frosina
- 1991 : Malicia 2000 (Malizia 2000) de Salvatore Samperi : Angela

### Télévision
- 1988 : Les Indifférents (Gli indifferenti) de Mauro Bolognini : Lisa
- 1989 : Disperatamente Giulia de Enrico Maria Salerno : Carmen Milkovich

## Distinctions

### Récompenses
- Grolles d'or 1973  : Meilleure actrice pour Malicia
- Globes d'or 1974 : Meilleur espoir féminin pour  Malicia
- Rubans d'argent 1974 : Meilleure actrice pour Malicia
- Globes d'or 1975 : Meilleure actrice pour Mon Dieu, comment suis-je tombée si bas ?

### Nominations
- David di Donatello 1981 : Meilleure actrice dans un second rôle pour Passion d'amour

## Hommages
- En février 2013, Simone Cristicchi sort un album intitulé Album di famiglia dans lequel il dédie la chanson Laura à son intention[13].